# Фармакогнозија
Фармакогнозија (грч. pharmakon = лек; грч. gnosis = познавање) је природна наука у склопу фармакологије која је бави природним лековима, односно, дрогама биљног, животињског или ређе минералног порекла. Најзначајније дроге су оне биљног порекла. Представља једну од најстаријих фармацеутских дисциплина.